# Al-Dżauf (prowincja)
Al-Dżauf lub Al-Dżouf (arab. الجوف) – prowincja w północnej Arabii Saudyjskiej, granicząca z Jordanią. Posiada powierzchnię 139 000 km² i 332 400 ludności (dane z 1999 roku). Stolicą prowincji jest Sakaka.